# El Hierro
El Hierro (spanska) eller Ferro (tidigare namn på svenska, portugisiska med flera språk), även kallad Isla del Meridiano (spanska för Meridianön)  är den västligaste och den sydligaste ön i den spanska ögruppen Kanarieöarna utanför Afrikas nordvästra kust. Genom sitt västliga läge ansågs ön vara världens ände tills Columbus resa till Amerika, och användes som nollmeridian vid sidan av Parismeridianen tills Greenwichmeridianen etablerades som global standard.

## Historia
Öns namn kan härledas till den guanchiska toponymen Hero. Ordet utvecklades genom etymologin till Hierro som är spanska för järn. Ordet Ferro efter det latinska ferrum används som ett alternativt namn på ön på svenska, franska, tyska och danska. Plinius den äldre, som använde Juba II som sin källa, namngav flera av Kanarieöarna och troligen betydde namnet Pluvalia El Hierro.
Urinvånarna på El Hierro, bimbaches, besegrades av Jean de Béthencourt då han erövrade ön men det var inte genom krig utan genom förhandling som han övertog ön. Béthencourt hade som sin allierade och förhandlare Augeron, som var bror till öns monark. Augeron hade några år tidigare tillfångatagits av européerna och fick uppdraget att medla mellan européerna och guancherna. Som motprestation till att Béthencourt fick kontroll över ön lovade han att respektera invånarnas frihet men han bröt det löftet då han började att sälja många av bimbaches till slaveri. Många fransmän och galicier bosatte sig senare på ön. Det blev också ett revolutionsförsök mot guvernör Lázaro Vizcaínos hårda styre men det trycktes tillbaka.

## Meridianön

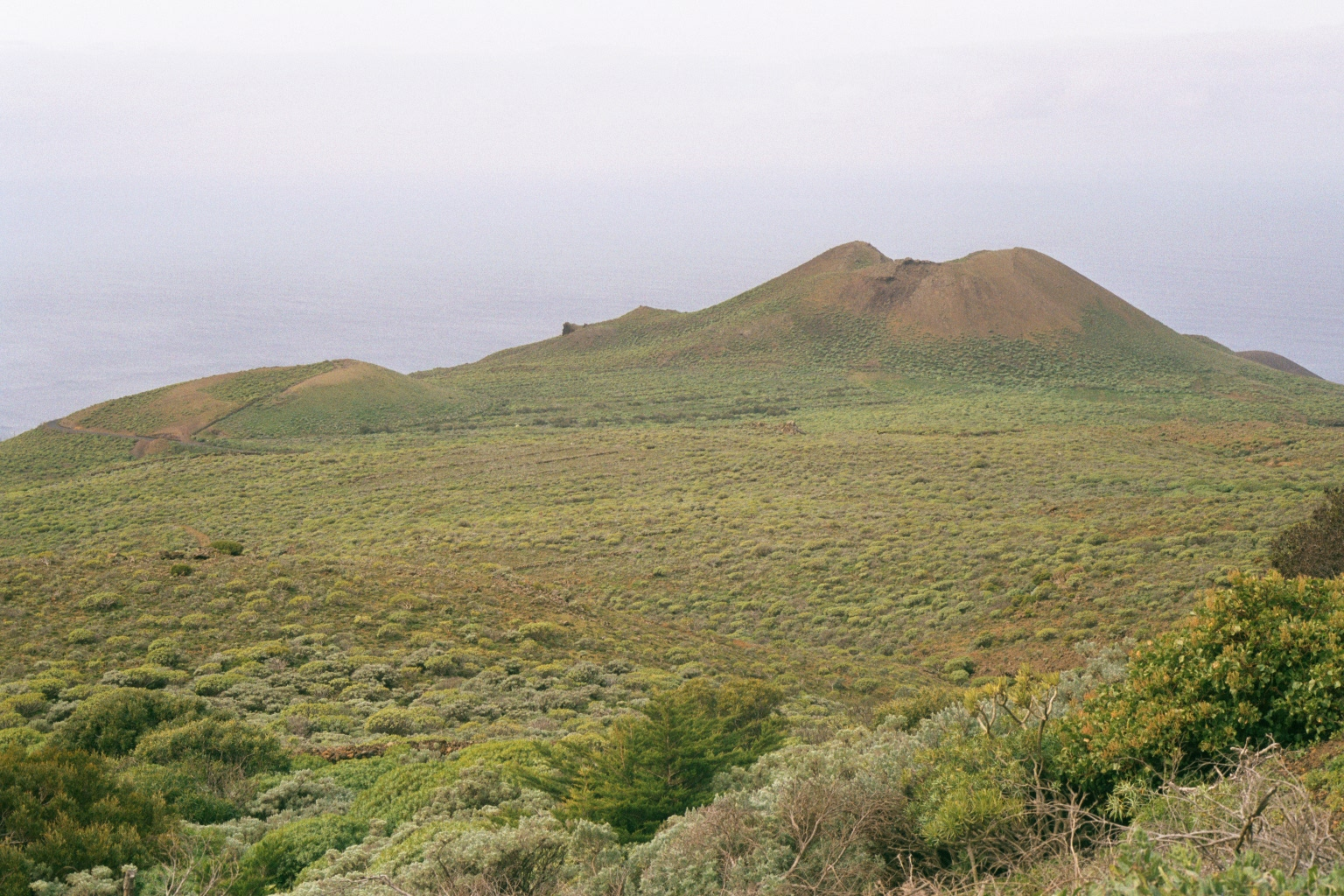
El Hierros västligaste punkt

El Hierros västligaste punkt har genom Europas historia haft bred användning som referenspunkt för nollmeridianen, då ofta kallad Ferromeridianen. Innan Christofer Columbus reste till Amerika ansågs ön vara världens ände. Redan under 100-talet ansåg Klaudios Ptolemaios att nollmeridianen baserades på den västligaste punkten i världen och att longituder bara var östliga. 1634, då Frankrike styrdes av Ludvig XIII och Richelieu, bestämdes att Ferros meridian skulle vara referens på kartor, eftersom det var den västligaste punkten i den gamla världen. Richelieu trodde att den låg 20 grader väster om Paris. Gamla kartor utanför Angloamerika hade ofta parisgrader angivna upptill och ferrograder nedtill. Även Louis Feuillée arbetade med detta problem 1724.
Senare fastställdes att El Hierro låg 20° 23′ 09″ väster om Paris, men man fortsatte att definiera läget av Paris som 20 grader öster om ferromeridianen. Detta leder till oklarheter hur man exakt ska tolka kartor framställda vid denna tid.
Ferromeridianen är 17° 39' 46" väster om Greenwichmeridianen.

## Geografi
Liksom de övriga öarna i arkipelagen så har El Hierro ett mycket kuperat landskap. Öns yta är 278 km². Den högsta höjden är Malpaso med 1501 m ö.h.
Ön har en liten flygplats i Valverde och en färjeterminal med förbindelser till Teneriffa.
Huvudstad på ön är Valverde.

### 2011 års vulkaniska aktivitet
De seismiska mätstationerna som Instituto Vulcanológico de Canarias (Kanarieöarnas vulkanologiska institute) och Spaniens geografiska institut installerat på ön upptäckte ökad jordskalvsaktivitet och intensitet med början den 17 juli 2011. Det seismiska nätverket gjordes finmaskigare den 21 juli för att möjliggöra bättre detektion och lokalisering av jordskalven. Mellan den 20 och den 24 juli uppträdde en jordskalvssvärm med över 400 mindre skalv; fram till den 27 juli hade ytterligare 320 jordskalv registrerats. Den 25 augusti kom rapporter om att någon horisontell deformation hade uppmätts, dock ingen ovanlig vertikal deformation. Dittills var det totala antalet uppmätta jordskalv 4 000. I slutet av september hade skalven ökat i frekvens och intensitet. Experter fruktade jordskred som hotade orten La Frontera, och även en liten möjlighet för ett utbrott genom en ny vulkanspricka under havet. Räddningstjänster evakuerade flera familjer från högrisksområden, och gjorde planer på att evakuera ön om nödvändigt.
Mellan klockan 4.15 och 4.20 den 10 oktober 2011 ändrade jordskalvssvärmen karaktär och producerade ett harmoniskt skalv . Harmoniska skalv produceras av magmarörelser och kunde innebära att ett undervattensutbrott hade börjat, 7 km söder om La Restinga. 
Den 7 november 2011 bekräftades att ett Surtsey-liknande utbrott hade brutit ut. Utbrottet pågick fram till 2013. Det är över 200 år sen det inträffade ett större skalv på ön.

## Energi
El Hierro är en framstående producent av förnybar energi med vindkraft och energilagring i en vattenreservoar. Energin används bland annat till en anläggning för avsaltning.

## Flora och fauna
På El Hierro finns många unika växt- och djurarter som till exempel öns jätteödla Gallotia simonyi. Ön är av Unesco klassad som biosfärområde.

## Administrativ indelning
El Hierro är en del av provinsen Santa Cruz de Tenerife och är indelad i tre kommuner:
- Frontera
- Valverde
- El Pinar

Valverde ligger i nordost och Frontera i sydväst och båda kommunerna innehåller flera byar.
Öns regering, cabildo insular ligger i Valverde.